# 科克尔 (阿拉巴马州)
科克尔（英文：Coker），是美国阿拉巴马州下属的一座城市。面积约为2.03平方英里（约合5.25平方公里）。根据2010年美国人口普查，该市有人口979人，人口密度为482.74/平方英里（约合186.48/平方公里）。